# 塘山乡
塘山乡，是中华人民共和国江西省九江市德安县下辖的一个乡镇级行政单位。

## 行政区划
塘山乡下辖以下地区：
石源村、新塘村、岭上村和郑湖村。